# Mizerabilii (film din 1934)
Mizerabilii (titlul original: în franceză Les misérables)  este un film dramatic francez, realizat în 1937 de regizorul Raymond Bernard, după romanul omonim a scriitorului Victor Hugo, protagoniști fiind actorii Harry Baur, Charles Vanel, Florelle, Josseline Gael. 
Filmul alb-negru este compus din două serii având lungimea de aproape cinci ore și este considerat una din cele mai bune ecranizări ale romanului.

## Distribuție
- Harry Baur – Jean Valjean / Champmathieu / Fauchelevent / dl Madeleine
- Charles Vanel – Javert
- Florelle – Fantine, mama lui Cosette
- Josseline Gael – Cosette
- Jean Servais – Marius
- Orane Demazis – Éponine
- Charles Dullin – Thénardier
- Marguerite Moreno – dna Thénardier
- Gaby Triquet – Cosette copil
- Henry Krauss – episcopul Myriel
- Robert Vidalin – Enjolras
- Émile Genevois – Gavroche
- Raphaël Cailloux – tatăl Mabœuf
- Max Dearly – dl Gillenormand, bunicul lui Marius
- Jane Lory – Chérubinette
- Charlotte Barbier-Krauss – Toussaint
- Ginette d'Yd – Sœur Simplice
- Marthe Mellot – dra Baptistine
- Pauline Carton – dra Gillenormand
- Irma Perrot – dna Magloire
- Gilberte Savary – Éponine copil
- Jacqueline Fermez – Azelma copil
- Denise Mellot – Azelma
- Louis Kerly – Basque
- Pierre Piérade – Bamatabois
- Roland Armontel – Félix Tholomiès, tatăl (niciodată cunoscut) lui Cosette
- Paul Azaïs – Grantaire
- Lucien Nat – Montparnasse
- Georges Mauloy – președintele Tribunalului din Arras
- Albert Broquin
- Pierre Ferval
- Pierre Larquey – secretara dlui Madeleine, primarul din Montreuil
- Jean Marié de l'Isle
- Jean d'Yd – sora Simplice

## Premii și nominalizări
- În 1936 a fost indicat ca cel mai bun film al anului de către National Board of Review